# Блу-Маунтин-Пик
Блу-Маунтин-Пик (англ. Blue Mountain Peak) — высочайшая вершина Ямайки и одна из наивысших вершин Вест-Индии. Высота — 2256 м. Расположена на границе округов Портленд и Сент-Томас.
Многие считают Блу-Маунтинс раем для туристов и отдыхающих. Поскольку по утрам обычно ясно, на расстоянии можно увидеть Кубу. Некоторые из растений, найденных на Блу-Маунтин, являются эндемичными. Вблизи горы находятся небольшие сельскохозяйственные общины.